# Hydrobaenus lunzensis
Hydrobaenus lunzensis är en tvåvingeart som först beskrevs av Gouin och August Friedrich Thienemann 1942.  Hydrobaenus lunzensis ingår i släktet Hydrobaenus och familjen fjädermyggor. Inga underarter finns listade i Catalogue of Life.